# 안토니 로페스
안토니 로페스(Anthony Lopes, 1990년 10월 1일 ~)는 포르투갈계 프랑스인 축구 선수이다. 포지션은 골키퍼이며, 현재 낭트에서 활약하고 있다.